# Campeonato Europeo de Remo de 1903
El XI Campeonato Europeo de Remo se celebró en Venecia (Italia) en 1903 bajo la organización de la Federación Internacional de Sociedades de Remo (FISA).
En total se disputaron cinco pruebas diferentes, todas ellas en la categoría masculina.

## Resultados

### Masculino
| Evento                 | Oro | Plata | Bronce                                                                                  |
| ---------------------- | --- | --- | --------------------------------------------------------------------------------------- |
| Scull individual M1X   | Robert d'Heilly Francia | Xavier Crombet · Bélgica | Georg Eidenbenz · Suiza                                                                 |
| Doble scull M2X        | Daniël Clarembaux · Xavier Crombet · Bélgica | Luigi Gerli Emilio Sacchini Italia | Robert d'Heilly Jacques Jansen Francia                                                  |
| Dos con timonel M2+    | Guillaume Visser · Urbain Molmans · Rodolphe Colpaert (t) · Bélgica | Beurrier Émile Lejeune NC (t) Francia                                                                                                   | Charles Engel Charles Muhlberger A. Knoch (t) Alsacia y Lorena                          |
| Cuatro con timonel M4+ | Guillaume Visser · Urbain Molmans · Victor Van Acker · Ernest Tralbaut · Rodolphe Colpaert (t) · Bélgica                                                                        | Raymondi Vuillier Bastoner Jean Reverchon NC (t) Francia                                                                                | Paolo Diana Vittorio Narducci Gaetano Caccavallo Giuseppe Nacci Carlo Lisona (t) Italia |
| Ocho con timonel M8+   | Guillaume Visser · Urbain Molmans · Victor Van Acker · Ernest Tralbaut · Henri De Beuckelaer · Alphonse Hoge · Paul Jaxx · Georges Van Huffel · Rodolphe Colpaert (t) · Bélgica | Giorgio Bensa Gino Montelatici Cino Ceni Guglielmo Ously Mario Piattoli Valente Cappelli Raffaello Baldi Vittorio Parrini NC (t) Italia | Francia                                                                                 |

## Medallero
| Núm. | País             | Oro | Plata | Bronce | Total |
| ---- | ---------------- | --- | ----- | ------ | ----- |
| 1    | Bélgica          | 4   | 1     | 0      | 5     |
| 2    | Francia          | 1   | 2     | 2      | 5     |
| 3    | Italia           | 0   | 2     | 1      | 3     |
| 4    | Alsacia y Lorena | 0   | 0     | 1      | 1     |
| 4    | Suiza            | 0   | 0     | 1      | 1     |
|      | TOTAL            | 5   | 5     | 5      | 15    |